# ゲイシャ (コーヒー)
ゲイシャ（英: Geisha）は、コーヒーの品種であり、高級コーヒーの市場（スペシャルティ・コーヒー）に現れたのは21世紀になってからと歴史は浅いが、世界で最も高価なコーヒーのひとつと認識されている。「ゲイシャ」という名は、1936年にイギリス領東アフリカ領事から農業大臣宛に書き綴られたレポートに出現したエチオピアにある原産地の地名に由来し、日本の芸者とはまったく関係がない。
味や香りの特徴は蜜柑やレモンといった柑橘類あるいはネクタリンやパッションフルーツといったフルーティな酸味と甘みがあり、蜂蜜やチョコレートのような残り感を持つものもある。そして、ジャスミンやベルガモットのようなフローラルな香りの、強い風味を持つ。精製は主にナチュラル（果実ごと日干し乾燥したのち豆を取り出す）とウォッシュド（果実から果肉ごと取り出した豆の周りの果肉を発酵分解し水洗いして乾燥させる）の2種類あり、ゲイシャならではの香りを引き立たせるため浅煎りで提供されることもある。
ゲイシャという品種はアラビカ種の一種で、樹高は高いグループに属するため節間が長い。種子は細長い長粒種である。ゲイシャは一般的な商用栽培品種のアラビカコーヒー種のコーヒーに比べて収量も半分程度しかないため希少性が高い。栽培産地はパナマから広がったため南北アメリカ大陸が多いが、アフリカやアジアにも栽培が広がっている。特に良質なパナマ産は香りの量が多いことで有名なため、高級品として認知されている。
価格は高値で取引されており、パナマゲイシャに特化しているコーヒーの品評会「ベスト・オブ・パナマ」のオークションで1ポンド (450 g)あたりの生豆の価格が、エスメラルダ農園でゲイシャが発見され発表された2004年は21ドル、翌年2005年に20ドル、2006年に50ドル、2007年に130ドル、2013年に350ドル、2017年に601ドル、2018年に803ドル、2019年に1,029ドル、2020年に1,300ドル、2021年には2,568ドルと現在も最高価格を更新しているが。2022年は約2,000ドルに下がったが、日本円安の影響で円換算では最高価格を更新し続け2023年は4,538ドル、2024年は4,541ドルである。オークションの落札単位が2023年以降はポンドからドルに変更されたことが原因で2023年は1キログラムあたり10,005ドル、2024年は10,013ドルだった。

## 歴史
ゲイシャは、エチオピア南西部カファ地方で1931年に分離されたアビシニアの在来品種と言われている。その後、ケニア、タンザニアを経由して、1953年にコスタリカの農学研究所 CATIE へ持ち込まれたが、当時の栽培地は標高が低かったため味が悪く、長らく見捨てられた状態が続いた。しかし2000年になってから、パナマのボケテ地区の冷涼な渓谷にあるエスメラルダ農園で耐病性のために偶然栽培された。エスメラルダ農園は元はスウェーデン人が開いた古い農園で、1964年にバンク・オブ・アメリカの元社長ルドルフ・ピーターソンが買い取ってそれを息子のプライスが受け継ぎ、ゲイシャを栽培し味を発見したのは孫のダニエル・ピーターソン。エスメラルダ農園のゲイシャは、2004年にコーヒーの国際品評会である「ベスト・オブ・パナマ」にて当時の落札最高額の世界記録を更新して優勝し、一躍脚光を浴びるようになった。その後、エスメラルダ農園のゲイシャは、「ベスト・オブ・パナマ」「SCAAカッピングパビリオン」「レインフォーレスト・アライアンス・カッピング・フォー・クォリティ」といった各種の品評会で1位を獲得している。現在ゲイシャは、原産地と環境条件が似たパナマ、コスタリカ、コロンビアといった中南米でもアフリカやアジアでも世界の至る所で栽培が行なわれている。